# 北長森村
北長森村（きたながもりむら）はかつて岐阜県稲葉郡に存在した村である。現在の岐阜市の南東部に該当する。
村名は、この地域に存在した荘園「長森荘」の北部ということから命名された。
大日本帝国陸軍歩兵第68連隊が設置されていた村である。

## 歴史
- 江戸時代末期、この地域は美濃国厚見郡に属し、天領、磐城平藩領[1]であった。
- 1897年（明治30年）4月1日[2] - 方県郡の一部、厚見郡、各務郡が合併し、稲葉郡となる。この地域は稲葉郡となる。
- 1897年（明治30年）4月1日 - 岩戸村、北一色村、野一色村、左兵衛新田、水海道村、岩地村、前一色村が合併し、北長森村となる。
- 1908年（明治41年） - 歩兵第68連隊が設置される[3]。
- 1940年（昭和15年）7月1日 - 岐阜市に編入される。

## 教育
- 北長森尋常高等小学校（現岐阜市立長森北小学校）

## 交通
- 名古屋鉄道美濃町線
  - 兵営前駅、野一色駅、琴塚駅

## 史跡
- 琴塚古墳

## その他
- 歩兵第68連隊跡地は、岐阜県総合医療センター、岐阜東中学校・高等学校、富田高等学校、岐阜市立長森中学校などになっている。